# Prolatiforceps infuscatus
Prolatiforceps infuscatus là một loài ruồi trong họ Asilidae. Prolatiforceps infuscatus được Bellardi miêu tả năm 1861.